# Natação nos Jogos Olímpicos de Verão de 2024 - 400 m medley masculino
A prova dos 400 m medley masculino da natação nos Jogos Olímpicos de Verão de 2024 ocorreu em 28 de julho de 2024 na Paris La Défense Arena, em Paris. Um total de 16 nadadores de 12 Comitês Olímpicos Nacionais (CON) participaram do evento.

## Qualificação
Cada Comitê Olímpico Nacional (CON) poderia inscrever no máximo dois nadadores qualificados em cada evento individual, mas somente se ambos atingissem o "tempo de qualificação olímpica" (OQT). Um nadador por evento poderia potencialmente entrar se atingisse o "tempo de consideração olímpica" (OCT), ou se a cota total de 852 competidores não tivesse sido atingida. Os CONs também poderiam inscrever nadadores independentemente do tempo através das vagas de universalidade, mesmo que não tenham atingindo nenhum dos tempos de inscrição padrão (OQT/OCT).
Após o fim da janela de qualificação, a World Aquatics avaliou o número de nadadores que alcançaram o OQT, o número de nadadores somente para as provas de revezamento e o número de vagas de universalidade, antes de convidar aqueles com OCT para cumprir a cota total de 852. Além disso, as vagas no OCT foram distribuídas por evento de acordo com as posições no ranking mundial durante o prazo de qualificação. Para os 400 m medley masculino, o OQT foi de 4min12s50 e o OCT de 4min13s56.

## Formato
A competição consiste em duas rodadas: preliminares e final. Os nadadores com os 8 melhores tempos nas baterias preliminares avançam para a final. Desempates (swim-offs) são utilizados conforme necessário para quebrar os empates de avanço a próxima rodada.

## Calendário
Horário local (UTC+2)
| Data                | Horário | Fase         |
| ------------------- | ------- | ------------ |
| 28 de julho de 2024 | 10:00   | Preliminares |
| 28 de julho de 2024 | 19:30   | Final        |

## Medalhistas
| Ouro   | FRA Léon Marchand       |
| Prata  | JPN Tomoyuki Matsushita |
| Bronze | USA Carson Foster       |

## Recordes
Antes desta competição, os recordes mundiais e olímpicos da prova eram os seguintes:
| Tipo | Atleta         | Tempo   | Local   | Data                 |
| ---- | -------------- | ------- | ------- | -------------------- |
|      | Léon Marchand  | 4:02.50 | Fukuoka | 23 de julho de 2023  |
|      | Michael Phelps | 4:03.84 | Pequim  | 10 de agosto de 2008 |

## Resultados

### Preliminares
Os nadadores com os oito melhores tempos, independente da bateria, avançam à final.
| Pos. | Bateria | Raia | Nadador              | CON                | Tempo   | Notas |
| ---- | ------- | ---- | -------------------- | ------------------ | ------- | ----- |
| 1    | 2       | 4    | Léon Marchand        | FRA França         | 4:08.30 | Q     |
| 2    | 2       | 3    | Max Litchfield       | GBR Grã-Bretanha   | 4:09.51 | Q     |
| 3    | 2       | 5    | Daiya Seto           | JPN Japão          | 4:10.92 | Q     |
| 4    | 1       | 4    | Carson Foster        | USA Estados Unidos | 4:11.07 | Q     |
| 5    | 1       | 6    | Tomoyuki Matsushita  | JPN Japão          | 4:11.18 | Q     |
| 6    | 1       | 3    | Alberto Razzetti     | ITA Itália         | 4:11.52 | Q     |
| 6    | 2       | 6    | Lewis Clareburt      | NZL Nova Zelândia  | 4:11.52 | Q     |
| 6    | 2       | 8    | Cedric Büssing       | GER Alemanha       | 4:11.52 | Q,    |
| 9    | 2       | 7    | Balázs Holló         | HUN Hungria        | 4:12.20 |       |
| 10   | 1       | 8    | Zhang Zhanshuo       | CHN China          | 4:12.71 |       |
| 11   | 1       | 5    | Chase Kalisz         | USA Estados Unidos | 4:13.36 |       |
| 12   | 1       | 1    | William Petric       | AUS Austrália      | 4:13.58 |       |
| 13   | 2       | 2    | Brendon Smith        | AUS Austrália      | 4:14.36 |       |
| 14   | 1       | 7    | Gábor Zombori        | HUN Hungria        | 4:14.88 |       |
| 15   | 1       | 2    | Apostolos Papastamos | GRE Grécia         | 4:15.32 |       |
| 16   | 2       | 1    | Tristan Jankovics    | CAN Canadá         | 4:18.23 |       |

### Final
Os três nadadores mais rápidos na final conquistam as medalhas.
| Pos.              | Raia | Nadador             | CON                | Tempo   | Notas            |
| ----------------- | ---- | ------------------- | ------------------ | ------- | ---------------- |
| Medalha de ouro   | 4    | Léon Marchand       | FRA França         | 4:02.95 | Recorde olímpico |
| Medalha de prata  | 2    | Tomoyuki Matsushita | JPN Japão          | 4:08.62 |                  |
| Medalha de bronze | 6    | Carson Foster       | USA Estados Unidos | 4:08.66 |                  |
| 4                 | 5    | Max Litchfield      | GBR Grã-Bretanha   | 4:08.85 | Recorde nacional |
| 5                 | 7    | Alberto Razzetti    | ITA Itália         | 4:09.38 |                  |
| 6                 | 1    | Lewis Clareburt     | NZL Nova Zelândia  | 4:10.44 |                  |
| 7                 | 3    | Daiya Seto          | JPN Japão          | 4:11.78 |                  |
| 8                 | 8    | Cedric Büssing      | GER Alemanha       | 4:17.16 |                  |

Legenda
| Recorde mundial      | Recorde mundial (World record)               |                       | Recorde africano                      | Recorde africano (African) |                                           | Q | Classificado por posição (Qualified) |
| Recorde olímpico     | Recorde olímpico (Olympic record)            | Recorde da América    | Recorde da América (Americas)         | q                          | Classificado por melhor tempo (Qualified) |   |                                      |
| Melhor marca do ano  | Melhor marca do ano (World leading)          | Recorde asiático      | Recorde asiático (Asian)              | DNS                        | Não largou (Did not start)                |   |                                      |
| Recorde nacional     | Recorde nacional (National record)           | Recorde europeu       | Recorde europeu (European)            | DNF                        | Não terminou (Did not finish)             |   |                                      |
| Recorde pessoal      | Recorde pessoal do atleta (Personal best)    | Recorde da Oceania    | Recorde da Oceania (Oceania)          | DSQ / DQ                   | Desclassificado (Disqualified)            |   |                                      |
| Recorde da temporada | Recorde da temporada do atleta (Season best) | Recorde sul-americano | Recorde sul-americano (South America) | NM                         | Sem marca (No mark)                       |   |                                      |